# シチリア人 (戯曲)
『シチリア人:あるいは恋する絵描き』（仏語原題： Le Sicilien ou l'Amour peintre  ）は、モリエールの戯曲。1667年発表。サン＝ジェルマン＝アン＝レー城にて同年2月14日初演。パレ・ロワイヤルでの初演は6月10日。

## 登場人物
- アドラスト…フランス人の紳士。イシドールの恋人
- ドン・ペードル…シチリア人。こちらもイシドールの恋人
- イシドール…ギリシャ人。ドン・ペードルの所有する奴隷。
- クリメーヌ…アドラストの姉妹(実際はアドラストの女奴隷)
- アリ…アドラストの召使
- 裁判官
- 楽士たち
- 奴隷の一軍
- モール人の一群
- 召使ふたり

実際、クリメーヌはアドラストの姉妹ではなく、女奴隷として登場する。この配役表はモリエールの記したものを忠実に日本語訳したものだが、おそらくモリエールは制作途中に構想を変え、この個所の訂正を忘れたものと思われる。

## あらすじ
舞台はメッシーナの広場から。

### 第1～9景
アリの独白から幕開け。アリはアドラストに好きな女が出来たばっかりに、面倒事を押し付けられて困っている。そこへアドラストが現れた。アドラストはイシドールに恋をしているが、ドン・ペードルが常にそばにいるため話をする機会さえも得られず、困り果てている。そこでアリに楽士たちを連れてこさせ、家の前で音楽を奏でることでイシドールを誘き寄せてみることにした。早速歌い、音楽を奏でる楽士たちだったが、出てきたのはドン・ペードルだった。夜の暗闇でドン・ペードルが出てきたこと、さらに彼が会話に耳を傾けていることにも気づかず、アリとアドラストは計略の相談事をしてしまう。計略を知ったドン・ペードルはイシドールを連れ去ろうとしたが、イシドールに拒まれてしまう。イシドールはドン・ペードルによって奴隷から解放された身分であったが、大勢の男に愛されることを好む女で、妻になることなどは奴隷以上に耐えられないのだった。そこへアリが登場。奴隷商人と身分を装って、イシドールに計略を知らせようとやってきたのであった。アリが連れてきた奴隷たちが芸を披露するが、ドン・ペードルはその芸が気に入らなかった。それどころか、アリの正体をも看破してしまう。アリはイシドールを何としても奪ってみせると、ドン・ペードルに誓うのだった。ところがアドラストは、アリの手を借りるまでも無く、自力でイシドールと会う算段を付けてきた。古い知り合いの画家ダモンがイシドールの肖像画を描くことになっていたので、その代わりとして行かせてもらえることになったのだ。と同時に、ドン・ペードルがそばについて話の邪魔をするのは見えているので一芝居打つことにした。協力するための準備に取り掛かるアリであった。

### 第10～20景
画家のふりをしたアドラストはドン・ペードルを騙すことに成功し、家へ侵入、イシドールに会うことに成功した。相変わらずドン・ペードロがそばについているが、イシドールとの会話を順調に楽しむアドラスト。そこへスペインの騎士に成りすましたアリがやってきて、ドン・ペードロに相談事を話し始めた。その隙を見てアドラストは、イシドールに本心を打ち明け、諒解を得たのであった。アドラストは肖像画の制作を切り上げて帰ったが、そこへクリメーヌがやってきた。嫉妬深い乱暴な夫に追いかけられて逃げてきたので、助けてほしいという。ドン・ペードロは家にクリメーヌをかくまったが、その乱暴な夫がアドラストであることを知り、驚きながらも怒りをなだめ、何とか丸く収める。家からヴェールを被って出てきた女と、今後仲良くするように言って見送ったドン・ペードロであったが、なんとそのヴェールを被った女はイシドールであったのだ。まんまと一杯喰わされたドン・ペードロは裁判に訴えようとするが、裁判官は仮面舞踏会の準備に忙しく、まるで相手にしてくれないのだった。そこで踊りが始まり、そのまま幕切れ。

## 成立過程
1666年、モリエールは「いやいやながら医者にされ」を書き上げ、大成功を収めて、彼の劇団はパリ市民たちの心を捉えていた。しかしその成功の余韻に浸る間もなく、国王ルイ14世によって、詩人であるバンスラードの指揮の下、サン＝ジェルマン＝アン＝レー城にて「詩神の舞踊劇」が催されることとなり、彼の劇団もこれに招かれて出演することとなった。この祭典はバンスラードが13の場面からなるオペラを書くために、モリエール劇団やブルゴーニュ劇場、イタリア劇団の俳優たち、それにジャン＝バティスト・リュリなどの音楽家や舞踊家が協力することで完成するという体をとっており、舞踊にはルイ14世をはじめとして、ルイーズ・ド・ラ・ヴァリエールやモンテスパン侯爵夫人フランソワーズ・アテナイスが参加した。
この祭典は1666年12月2日から1667年2月19日まで行われ、モリエールはこの祭典のために3作品制作しなければならなかった。1666年12月に制作した『メリセルト』はオペラの第3の場面として上演されたが、速筆のモリエールでも制作が間に合わず、わずか2幕で終了しており、未完のままとなった。1667年1月5日からはそれに代わって『パストラル・コミック』が上演されたが、こちらも制作が間に合わず、未完のままである。そして2月に制作されたのが、本作である。
本作はバンスラードのオペラ台本に第14の場面としてモリエールが書き加えたもので、前記2作と違ってこちらは完成されており、1666年2月14日に初演された。同年の6月10日に、コルネイユの作品とともにパレ・ロワイヤルで初演にかけられている。この作品はモリエールの生前には20回しか上演されなかったが、ルイ14世の治世が終わる1715年までに74回、ルイ15世の時代には98回上演されている。

## 日本語訳
- 『シシリー人 －喜劇・舞踊劇－』奥村実訳、（モリエール全集 第二卷 所収）、中央公論社、1934年
- 『シシリー人 もしくは 恋の画家』鈴木力衛訳、（モリエール笑劇集 所収）、白水社、1959年
- 『シシリー人 もしくは 恋は画家』鈴木力衛 訳、（モリエール全集 2 所収）、中央公論社、1973年